# Idas (Sohn des Aphareus)

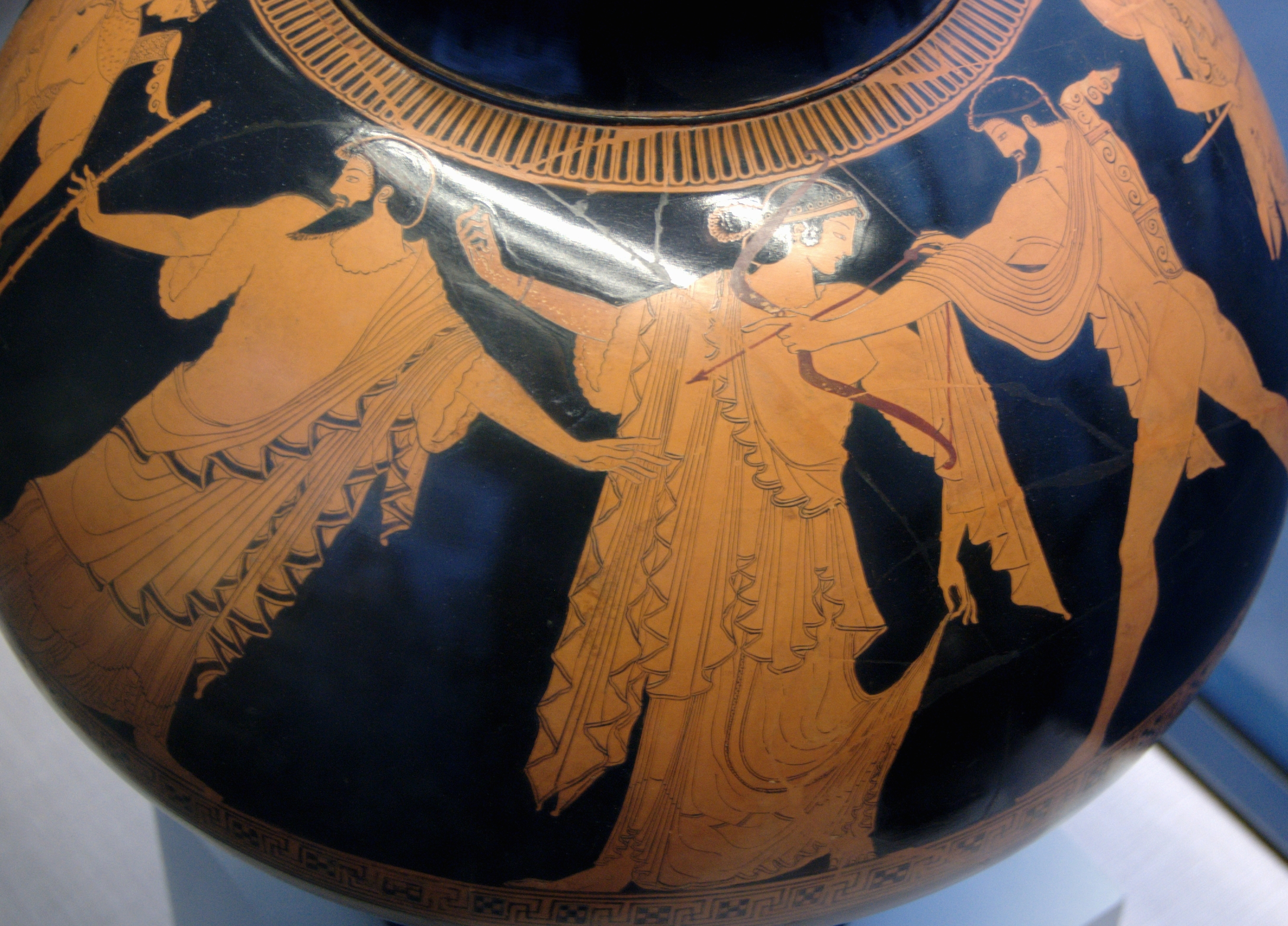
Marpessa und Idas getrennt durch Zeus von Apoll, attischer rotfiguriger Psykter, um 480 v. Chr., Staatliche Antikensammlungen (Inv. 2417)

Idas (altgriechisch Ἴδας Ídas) ist in der griechischen Mythologie der Sohn des Aphareus und Arene. Gemeinsam mit seinem Zwillingsbruder Lynkeus war Idas einer der Argonauten. Er nahm mit ihm zugleich an der Kalydonischen Jagd teil. Nach der Bibliotheke des Apollodor wurde er auch als Sohn des Poseidon betrachtet.
Idas soll nur wenig Glück in der Liebe gehabt haben: Seine erste Frau, die Cousine Phoibe wurde ihm von dem Dioskuren Kastor geraubt, seine zweite Frau, Marpessa, wollte Apollon wählen, doch der absehbare Kampf zwischen dem sterblichen Idas und Apollon wurde von Zeus unterbunden, der Marpessa wählen ließ. Marpessa entschied sich für Idas. Mit ihm hatte sie die Tochter Kleopatra.
Die Streitigkeiten zwischen Lynkeus und Idas auf der einen Seite mit den Dioskuren Kastor und Polydeukes auf der anderen Seite kulminierten in der Tötung Kastors durch Idas, woraufhin dieser von Zeus durch einen Blitz erschlagen wurde. Lynkeus wurde durch Polydeukes getötet.

## Nachweise
1. ↑  Bibliotheke des Apollodor 3,10,3